# 路南街道 (秦皇岛市)
路南街道，是中华人民共和国河北省秦皇岛市山海关区下辖的一个乡镇级行政单位。

## 行政区划
路南街道下辖以下地区：
长城西街社区、海韵社区、山桥第四社区、和平里社区、南海道社区、山桥第一社区、山桥第二社区、山桥第三社区和海景社区。